# Ken Hughes
Kenneth Graham Hughes (19 de enero de 1922 – 28 de abril de 2001), más conocido como Ken Hughes, fue un director, guionista y productor británico, conocido por dirigir la comedia Casino Royale junto a otros cinco directores. También dirigió otras películas importantes, como Chitty Chitty Bang Bang y Of Human Bondage.

## Filmografía

### Como productor
- Drop Dead Darling (¡Cáete muerta, cariño!)(1966)

### Como director
- The trials of Oscar Wilde (El hombre del clavel verde) (1960)
- Of Human Bondage (Servidumbre humana) (1964)
- Casino Royale (1967)
- Chitty Chitty Bang Bang (1968)
- Cromwell (1970)
- The Internecine Project (Nueva moda en el crimen) (1974)
- Alfie Darling (1975)
- Sextette (1978)
- Night School (Psicosis 2) (1981)

### Como guionista
- Oil Strike North (1975)
- Alfie Darling (1975)
- Sammy (1972)
- Cromwell (1970)
- Chitty Chitty Bang Bang (1968)